# Aeropuerto Internacional de Vava'u
El Aeropuerto Internacional de Vava'u  (en inglés: Vava'u International Airport) (código IATA: VAV, código OACI: NFTV), también conocido como Aeropuerto Internacional Lupepauʻu, se encuentra en Vava'u, un grupo insular en Tonga, a 10 km de Neiafu.
Vava'u es el principal centro turístico de Tonga, en el cual unas 34 islas proporcionan tanto un paisaje espectacular como un centro de renombre mundial para las actividades relacionadas con el agua; vela, pesca, buceo, entre otras. En la temporada turística (julio-octubre) las ballenas jorobadas migran hacia el norte para aparearse y van a las cálidas aguas de Vava'u proporcionando vistas espectaculares para los visitantes, así como la oportunidad de nadar con las ballenas.
Las rutas domésticas en el país son operadas por Real Tonga, mientras que las internacionales por Fiji Airways.

## Aerolíneas y destinos

### Destinos nacionales
| Destino   | Nombre del aeropuerto              | Aerolínea        |
| --------- | ---------------------------------- | ---------------- |
| Nukualofa | Aeropuerto Internacional Fua'amotu | Lulutai Airlines |

### Destinos internacionales
| Ciudades por países | Nombre del aeropuerto            | Aerolíneas                         |
| ------------------- | -------------------------------- | ---------------------------------- |
| Fiyi                |                                  |                                    |
| Nadi                | Aeropuerto Internacional de Nadi | Fiji Airways operado por Fiji Link |